# Alexander Schenker
Alexander M. Schenker (ur. 20 grudnia 1924 w Krakowie, zm. 21 sierpnia 2019) – amerykański slawista polskiego pochodzenia, profesor Uniwersytetu Yale.

## Życiorys
Był synem Oskara Szenkera i Gizeli z domu Szamińskiej.
W czasie II wojny światowej przebywał w Tadżykistanie, gdzie zapisał się na uniwersytet w Stalinabadzie. Później studiował na Sorbonie.
W 1946 wyemigrował do Stanów Zjednoczonych i rozpoczął studia na Uniwersytecie Yale, gdzie w 1950 uzyskał magisterium. W 1953, na tej samej uczelni, uzyskał stopień doktora. Później uzyskał tam stanowisko profesora nauk slawistycznych.
W latach 50. współpracował na Uniwersytecie Yale z Romanem Jakobsonem. Wówczas uczestniczył także w tworzeniu jednego z wiodących amerykańskich programów języków i literatur słowiańskich, którego kulminacją było wydanie podręcznika do nauczania języka polskiego w języku angielskim: Beginning Polish (1966). Podręcznik ów na przestrzeni następnych dekad stał się jedną z klasycznych pozycji w zakresie nauki języka polskiego w USA.
Alexander Schenker był autorem opracowań dotyczących językoznawstwa, przede wszystkim gramatyki i leksykologii. Otrzymał Award for Distinguished Contributions to Slavic Studies za osiągnięcia w dziedzinie polonistyki, jak również za ogólny wkład w rozwój studiów slawistycznych w Stanach Zjednoczonych.
Ożenił się z Krystyną Czajką, z którą miał troje dzieci: Alfreda, Michaela i Catherine.
W czasie pracy na Uniwersytecie Yale Schenker prowadził dom otwarty, gościli u niego między innymi Czesław Miłosz i Włodzimierz Ptak.

## Publikacje (wybór)
- Polish Declension (1964), monografia
- Beginning Polish (1966), podręcznik
- Polish Conjugation (1954), artykuł
- Gender Categories in Polish (1955), artykuł
- Some Remarks on Polish Quantifiers (1971), artykuł
- The Slavic Literary Languages: Formation and Development, redakcja wraz z Edwardem Stankiewiczem (1980)
- The Dawn of Slavic: An Introduction to Slavic Philology (1996), opus magnum, Modern Language Association Scaglione Prize for Studies in Slavic Languages and Literatures
- The Bronze Horseman: Falconet’s Monument to Peter the Great (2003)